# Humanistes bordelais du XVIe siècle

Les humanistes bordelais du XVIe siècle, période florissante à Bordeaux, regroupent près de soixante-dix intellectuels qui y trouvent des structures d'accueil et l'émulation favorables au développement de leurs œuvres. Les études portant sur cette période sont dominées par la figure de Michel de Montaigne, laissant dans l'ombre de nombreux auteurs dont l’œuvre est importante, comme le traducteur et pédagogue Élie Vinet, le poète Pierre de Brach ou encore le chroniqueur Gabriel de Lurbe.
| - Bordeaux (carte publiée par Braun & Hogenberg en 1572). |

## Introduction
L'épicentre de la Renaissance littéraire, à Bordeaux et sa région, est le Collège de Guyenne que les jurats fondent en 1533,. Camille Jullian, dans son Histoire de Bordeaux, indique : « Avec son dévouement à la science, son culte de succès oratoire, sa curiosité des textes anciens, les tendances libérales et parfois hérétiques de ses maîtres, il représentait l'avènement de l'esprit moderne, de la raison pure et la libre recherche ». Le projet « HumanA », conduit au début du XXIe siècle par le centre Montaigne de Bordeaux, met en valeur la spécificité d’un humanisme propre à l’Aquitaine en faisant l'inventaire des lettrés, savants et auteurs de toutes disciplines dans la période du début du XVIe au premier tiers du XVIIe siècle.
Tous les lettrés de la région appartiennent à quatre viviers :
- le Collège de Guyenne qui attire des professeurs de première catégorie, qui, à leur tour, cultivent les talents de leurs élèves ;
- la Jurade de Bordeaux et le Parlement de Bordeaux (cour de justice) dont les membres sont issus de la haute bourgeoisie régionale ;
- le Collège de médecine fondé par les Jurats en 1411[6].

Par leurs écrits, ils tissent des liens avec le reste du royaume et s'inscrivent dans le monde humaniste européen.
Le deuxième moteur de cette production littéraire est l’existence, à Bordeaux, d'une imprimerie de grande qualité, celle de Simon Millanges et ses successeurs. Les imprimeurs-libraires bordelais publient des livres à portée locale, les ouvrages des auteurs et savants de la région, ou de lettrés plus éloignés. Le catalogue de Simon Millanges permet d'apprécier la vie intellectuelle bordelaise. Les livres eux-mêmes, par le biais des dédicaces et d'épigraphes, permettent aussi de discerner les réseaux d'amitié et de sociabilité entre les intellectuels locaux.
Au XVIe siècle, la région est très marquée par les guerres de Religion, en particulier par la huitième (1585-1598). À partir de la proclamation de l'édit de Nantes en 1598, on peut voir, par le catalogue de Simon Millanges, que la vivacité humaniste s'estompe et que les livres publiés à Bordeaux concernent principalement des polémiques autour de la Réforme protestante et de la Contre-Réforme catholique.

## Enseignement à Bordeaux auXVIesiècle
À partir du XVIe siècle, l'enseignement à Bordeaux est assuré par l'université, le Collège de Guyenne et le Collège de la Madeleine fondé par les jésuites.

### Université de Bordeaux
L'Université de Bordeaux, fondée en 1441, ne joue pas un rôle significatif dans la vie intellectuelle du XVIe siècle. Selon Camille Jullian : « Imbue toute entière de l'esprit théologique, presque sans élèves et sans maîtres, en tout cas sans gloire, elle demeurait comme une encombrante épave du Moyen Âge ». Seule la Faculté de médecine a quelques professeurs réputés, comme Pierre Pichot, Guillaume Briet et Étienne Maniald,. Ils sont issus du Collège de médecine, fondé par les jurats en 1411, chargé par l'assemblée générale des bourgeois (jurats) d'examiner les capacités de ceux qui se proposent d'exercer la médecine à Bordeaux. Tous les membres de ce collège sont docteurs en médecine, et leur approbation est nécessaire pour l'accès à tout office ordinaire de médecin.

### Collège de Guyenne
À partir de 1533, avec la fondation du Collège de Guyenne par André de Gouvéa sur l'initiative des jurats, Bordeaux devient une ville où on peut recevoir une éducation parmi les plus réputées de France. Le collège est un lieu de vie pour les élèves et les professeurs. C'est également un lieu de bouillonnement pédagogique, philosophique et littéraire. Il contribue à la circulation des savoirs et des savants, permettant le séjour à Bordeaux de nombreuses figures intellectuelles venues de France, Portugal, Espagne, Écosse, telles que : André de Gouvéa, Jean Gelida, Élie Vinet, Nicolas de Grouchy, George Buchanan, Robert Balfour, Mathurin Cordier, Nicolaus Clenardus, Nicolas de Grouchy, Marc Antoine Muret.
Les professeurs forment plusieurs générations de parlementaires bordelais, par exemple : Michel de Montaigne, Étienne de la Boétie, Pierre Charron, Florimond de Raemond.

### Collège de la Madeleine
Le collège des jésuites, ou Collège de la Madeleine, est fondé en 1572 à l'instigation de l’archevêque de Bordeaux Antoine Prévost de Sansac. Il est installé dans le prieuré Saint-James. Le nom de la Madeleine, attribué au collège, provient d'une chapelle de ce nom détruite en 1548 lors de la révolte de la Gabelle. Malgré les rivalités avec l'Université de Bordeaux et le Collège de Guyenne, le Collège de la Madeleine fonctionne normalement pendant les XVIe et XVIIe siècles, mise à part la période 1589-1603 pendant laquelle les jésuites sont expulsés de Bordeaux. Le collège a une riche bibliothèque dont la majorité des livres sont conservés actuellement à la Bibliothèque municipale de Bordeaux.
On trouve parmi les professeurs et prédicateurs : Guillaume de Baile, Fronton du Duc, Louis Richeome, François Remond.

## L'imprimerie à Bordeaux
Comparativement à d'autres villes, comme Toulouse ou Poitiers, Bordeaux n'a pas une activité d'édition importante dans la première moitié du XVIe siècle. C'est Élie Vinet, régent au Collège de Guyenne, qui donne l'impulsion à son collègue Simon Millanges pour établir une imprimerie de qualité en 1572, avec une typographie en caractères romains et grecs. Il installe ses deux premières presses au 16 rue Saint-James à Bordeaux et inaugure ainsi une activité qui donne aux lettres bordelaises le soutien d'une imprimerie très importante. Pendant presque cinquante ans, il a le quasi-monopole des livres imprimés à Bordeaux. Simon Millanges publie plus de 450 livres. Parmi cette collection se trouve un nombre important de livres pédagogiques destinés à être utilisés en premier lieu au Collège de Guyenne.
Dans le catalogue de Millanges, on trouve des œuvres d'auteurs bordelais et des éditions de textes antiques. Y figurent aussi des ouvrages d'érudits du grand sud-ouest comme Pierre Charron, Guillaume de Saluste du Bartas, Gérard-Marie Imbert, Pierre Valet et d'auteurs d'origine plus lointaine comme Laurent Joubert, Jacques Charpentier, Arnaud du Ferrier, Guillaume Rondelet, laissant apparaître un important réseau de relations humanistes. Ces livres et les ouvrages importés par le cercle de familles bordelaises (nobles, avocats, notaires, médecins ou conseillers au parlement) constituent des bibliothèques considérables. Simon Millanges n'est pas simplement un artisan imprimeur mais aussi un fin lettré. Il ajoute ainsi un « Avant propos » à un certain nombre de ses publications. Ses petits textes renferment des renseignements sur les rapports entre l'imprimeur et ses auteurs.

## Les parlementaires et jurats
Le Parlement de Bordeaux et les jurats jouent un rôle essentiel dans la gouvernance de la cité. Mais leurs membres, souvent magistrats de formation, s’imposent, par goûts personnels, dans la vie littéraire et intellectuelle de Bordeaux. Ce sont souvent eux qui lisent, échangent et réunissent des bibliothèques.
Les conseillers au parlement : Scipion Dupleix et son Cours de philosophie ; Jean de Champaignac et sa Physique françoise ou son Traité de l’immortalité de l’âme ; Florimond de Raemond ; Gabriel de Lurbe et Pierre Trichet témoignent de la diversité de leurs centres d'intérêt.

## Les bibliothèques et collections d'antiquités privées
L'absence de bibliothèque publique à Bordeaux aux XVIe et XVIIe siècles est en partie compensée par l'existence de riches bibliothèques privées appartenant aux couvents ou à des particuliers. La reconstitution d’un ensemble de bibliothèques de petite ou moyenne taille révèle la culture de la lecture dans la région.
La bibliothèque de Michel de Montaigne (plus de mille livres) a été étudiée par des historiens. La bibliothèque de Dominique Reulin contient cinq cents livres, dont trois cents de médecine. Arnaud de Pontac, évêque de Bazas, constitue une grande bibliothèque, que son neveu Arnaud continue d'augmenter. Pierre Trichet, avocat au Parlement de Bordeaux, est connu pour sa bibliothèque, son cabinet de curiosités et pour un traité sur la musique.
Quant aux antiquités (manuscrits, objets d’art ou objets archéologiques), Florimond de Raemond en établit une collection importante qui sera l'un des fondements du futur musée d'Aquitaine.

## Les humanistes bordelais duXVIesiècle
La liste suivante des humanistes bordelais est incomplète et a des contours perméables. Pour les personnalités qui n'ont pas d'article consacré, des notes biographiques retracent succinctement leur vie et listent leurs œuvres.
- Mathurin Alamande (1487-1531)[Bio 2].

- Jean d'Arrérac (15??-1624)[Bio 3].

- Nicolas Aubespin (15??-16??)[Bio 4].

- Émond Auger (1530-1591).
- Guillaume Baile (1557-1620)[Bio 5].

- Robert Balfour (1550-1625).
- Guillaume du Bartas (1544-1590).
- Eustorg de Beaulieu (1495-1552).
- Étienne de La Boétie (1530-1563).
- Guillaume des Bordes.
- Mark Alexander Boyd (en) (1562-1601).
- Pierre de Brach (1547-1607).
- Pierre de Bourdeilles dit Brantôme (1537-1614).
- Guillaume Briet (1528-1606).
- Robert Breton (Britannus) (c 1510-1553)[Bio 6].

- Georges Buchanan (1506-1582).
- Lancelot de Carle (1508-1568).
- Jean de Champaignac[Bio 1].

- François de Chantelouve (15??-158?).
- Pierre Charron (1541-1603).
- Mathurin Cordier (1479-1564).
- Jean Darnal (154?-162?).
- Martial Deschamps (15??-15??)[Bio 7].

- Fronton du Duc (1558-1624).
- Scipion Dupleix (1559-1661).
- Arnaud du Ferrier (1508-1585).
- Arnaud de Ferron (1515-1563).
- François de Foix (1512-1594).
- Jean de Gaufreteau (1572-1639)[Bio 8].

- Jean Gelida (148?-1558).
- Jean de La Gessée (v 1550- v 1600).
- Bernard de Girard (1535-1610).
- Marie de Gournay (1565-1645).
- André de Gouveia (1497-1548).
- Antoine de Gouveia (1505-1565).
- Nicolas de Grouchy (1510-1572).
- William Hegat[Bio 9].
- Gentien Hervet (1499-1584).
- Gerard-Marie Imbert (1530-15??).
- Pierre de Lancre (1553-1631).
- Gabriel de Lurbe (1538-1613).
- Marc de Maillet (1568-1628).
- Geoffroy de Malvyn (154?-1617)[Bio 10].

- Étienne Maniald (1535-1599).
- Maurice de Marcis (c 1509-157?)[Bio 11].

- Emmanuel du Mirail (c 1550-1582)[Bio 12].

- Michel de Montaigne (1533-1592).
- Blaise de Monluc (150?-1577).
- Simon Millanges (1540-1623).
- Martial Mosnier[Bio 13].

- Marc Antoine Muret (1526-1585).
- Jacques Peletier du Mans (1517-1582).
- Isaac La Peyrère (1596-1676).
- Pierre Pichot (1520-1580).
- Arnaud de Pontac (1530-1605).
- Antoine Prévost de Sansac (1506-1591).
- Florimond de Raemond (1540-1601).
- Dominique Reulin[Bio 14].

- Louis Richeome (1544-1625).
- Jean Rus (150?-155?)[Bio 15].

- Jules César Scaliger (1484-1558).
- Joseph Juste Scaliger (1540-1609).
- François de Sourdis (1574-1628).
- Jean de Sponde (1557-1595).
- Henri de Sponde (1568-1643).
- Pierre de Termes (v 1545-1595)[Bio 16].

- Pierre Trichet (1586-1644).
- Antoine Valet (153?-1607).
- Élie Vinet (1509-1587).
- André Zébédée (c 1510- 157?)[Bio 17].